# Hidden Treasure
Hidden Treasure – debiutancki singel amerykańskiej wokalistki Tamary Gee z 2007 roku, promujący jej pierwszy album pod tym samym tytułem.

## Teledysk
Teledysk do singla nagrywany był w Egipcie na początku lata 2007 roku, jego premiera odbyła się 22 czerwca 2007 roku na oficjalnej stronie internetowej YouTube artystki.

## Pozycje na listach
| Lista przebojów (2007) | Najwyższa pozycja |
| ---------------------- | ----------------- |
| POPLista RMF FM        | 1                 |